# Юджин Пінтард Бікнелл
Юджин Пінтард Бікнелл (23 вересня 1859 — 9 лютого 1925) — ботанік та орнітолог США.
Праці Бікнелла включають Review of the Summer Birds of Part of the Catskill Mountains (1882) та The Ferns and Flowering Plants of Nantucket (1908-19).
Він був одним із засновників Американського товариства орнітологів (англ. American Ornithologists' Union).
На його честь названо ряд рослин та тварин, наприклад птах Catharus bicknelli.